# Hogesterktebeton
Hogesterktebeton, ook wel hoge sterkte beton of HSB genoemd, is een betonmengsel dat een hogere betondruksterkte kan weerstaan dan traditioneel beton.
HSB heeft een betondruksterkte vanaf 65 N/mm². HSB vindt zijn toepassing bij onder andere bruggen, viaducten, hoogbouw (kantoor en woontorens), pantserdekvloeren en constructies met een grote overspanning.
Bij betondruksterktes boven de 150 N/mm2 spreekt men van ultrahogesterktebeton.